# Futebol Clube de Oliveira do Hospital
O Futebol Clube de Oliveira do Hospital é um clube português, localizado na cidade de Oliveira do Hospital, distrito de Coimbra, atualmente o clube milita na liga 3, competição organizada pela FPF.
A equipa de futebol disputa os jogos em casa no Estádio Municipal de Tábua com capacidade para 3 500 espectadores.
O clube possui uma bandeira da ética e tem a sua formação certificada, com três estrelas.

## História

#### SECÇÃO DE FUTEBOL
O Futebol Clube de Oliveira do Hospital foi fundado em 1938. O atual presidente é Mário Brito.
Este clube tem no seu palmarés, a conquista de um título de campeão nacional da 3ª divisão.
Na época de 2005/06, a equipa de seniores disputou o campeonato nacional da 2ª divisão B, série C. No final da mesma época desceu à 3ª divisão série C. Na época 2006/07 ficou em 8ºlugar.

#### SECÇÃO DE FUTSAL
Seniores Masculinos
2006/07 : 7º Classificado Campeonato distrital 1ª Div.AF Coimbra; Final-Four Taça AFC
2007/08 : 1º Classificado Campeonato distrital 1ª Div.AF Coimbra; Finalista vencido Taça AFC
2008/09 : 8º Classificado Campeonato distrital Div.Honra AFC (1ªfase); Vencedor Taça de Encerramento
Seniores Femininos
2008/09 : 7 Classificado Campeonato distrital Div.Honra AFC(1ªfase); Vencedor Taça de Encerramento
2009/10 : 4 Classificado Campeonato distrital Div.Honra AFC

## Escalões
O clube dispõe de um escalão de Traquinas e Benjamins, Infantis no Campeonato Distrital da Associação de Futebol de Coimbra, Iniciados no Campeonato Distrital da Associação de Futebol de Coimbra (o Coordenador de toda a Formação é o Senhor Professor Albano Dinis) e uma equipa sénior no Campeonato Nacional de Séniores 2014/2015 - Série E.
O clube dispunha igualmente de uma secção de futsal, criada em Agosto de 2006, com duas equipas em competição no distrital de Coimbra, seniores masculinos e seniores femininos.
A secção foi liderada por Vitor Pereira que tinha como colaboradores os seguintes elementos: João Paulo Veloso [Responsável pela equipa feminina], Carlos Veloso e Tiago Carvalho. 
A secção de futsal terminou em 2010.

## Futebol

### Histórico (inclui 07/08)
|                   | Nº Presenças | Títulos |
| ----------------- | ------------ | ------- |
| Temporadas na 1ª  | 0            |         |
| Temporadas na 2ª  | 0            |         |
| Temporadas na 2ªB | 11           |         |
| Temporadas na 3ª  | 12           |         |
| Taça de Portugal  | -            |         |
| Taça da Liga      | 0            |         |